# Bengt Gustavsson
Bengt Olov Emanuel Gustavsson (Ringarum, 13 de janeiro de 1928 – Norrköping, 16 de fevereiro de 2017) foi um futebolista e treinador de futebol sueco. Ele competiu na Copa do Mundo FIFA de 1958, sediada na Suécia, na qual a seleção de seu país foi a vice-campeã.
Em clubes, fez sucesso jogando pelo Norrköping entre 1947 e 1955 (147 partidas e 17 gols) e também pela Atalanta, entre 1956 e 1961 (145 jogos). Encerrou a carreira em 1965, no Åtvidabergs, mesma equipe onde iniciou sua carreira de técnico, um ano antes. Após treinar as divisões de base da Suécia (1971-72), o Östers (1973-74), o Hammarby (1975-78), e o Sleipner (1982-83), Gustavsson encerrou a trajetória dentro do futebol em 1985 como auxiliar-técnico do Norrköping, treinado por ele entre 1973 e 1974.

## Seleção Sueca
Gustavsson atuou em 57 jogos pela Suécia entre 1951 e 1963, não marcando gol. Ele é mais lembrado por ter levado um chapéu de Pelé na decisão da Copa de 1958, única disputada por ele, que havia atuado nos Jogos Olímpicos de 1952.